# Махновщина
Махновщина (на руски: Махновщина) е опит за създаване на анархистическо общество по време на гражданската война в Русия. То съществува от 1919 г. до 1921 г., през което време под защитата на армията на Нестор Махно общественият живот е организиран от „свободни съвети“.